# Stylatula kinbergi
Stylatula kinbergi är en korallart som beskrevs av Rudolf Albert von Kölliker 1870. Stylatula kinbergi ingår i släktet Stylatula och familjen Virgulariidae. Inga underarter finns listade i Catalogue of Life.